# 网件
美国网件公司（英語：Netgear, Inc.，品牌及商標為NETGEAR），是一家1996年成立、總部位於加州聖荷西的電腦網絡設備開發商。公司業務遍及北美、歐洲、澳紐、中東、非洲及亞太25個國家及地區，產品主要面向家用、商用及網際網絡接入服務業者（ISP），主要銷售渠道包括傳統零售、網絡零售、直接銷售、增值分銷及寬頻服務供應商設備提供。

## 歷史
香港出身的盧昭信是公司創辦人與執行長，他1976年從香港華仁書院畢業後，手持獎學金負笈美國，至1996年創辦主打家用路由器的Netgear，目前NETGEAR的主要對手有D-Link、Linksys、華碩、TP-Link等。

## 產品

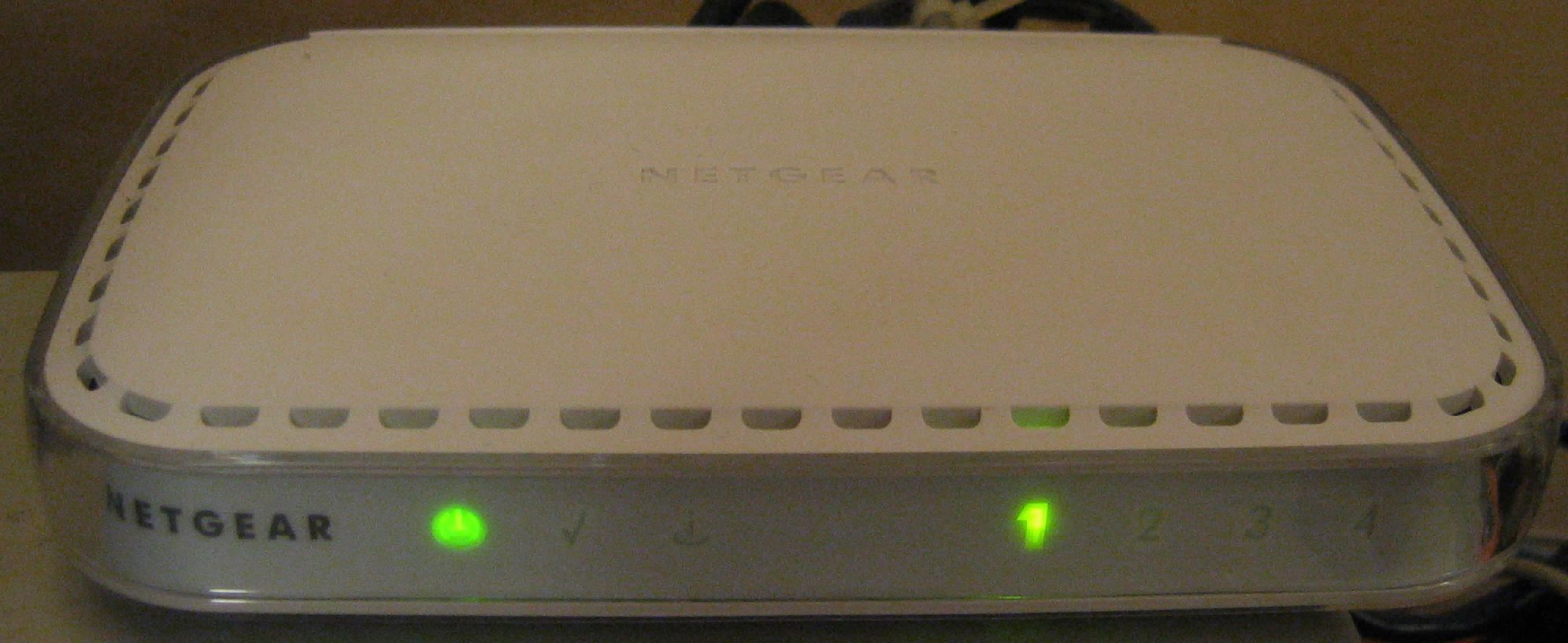
早期的路由器產品 WGR614

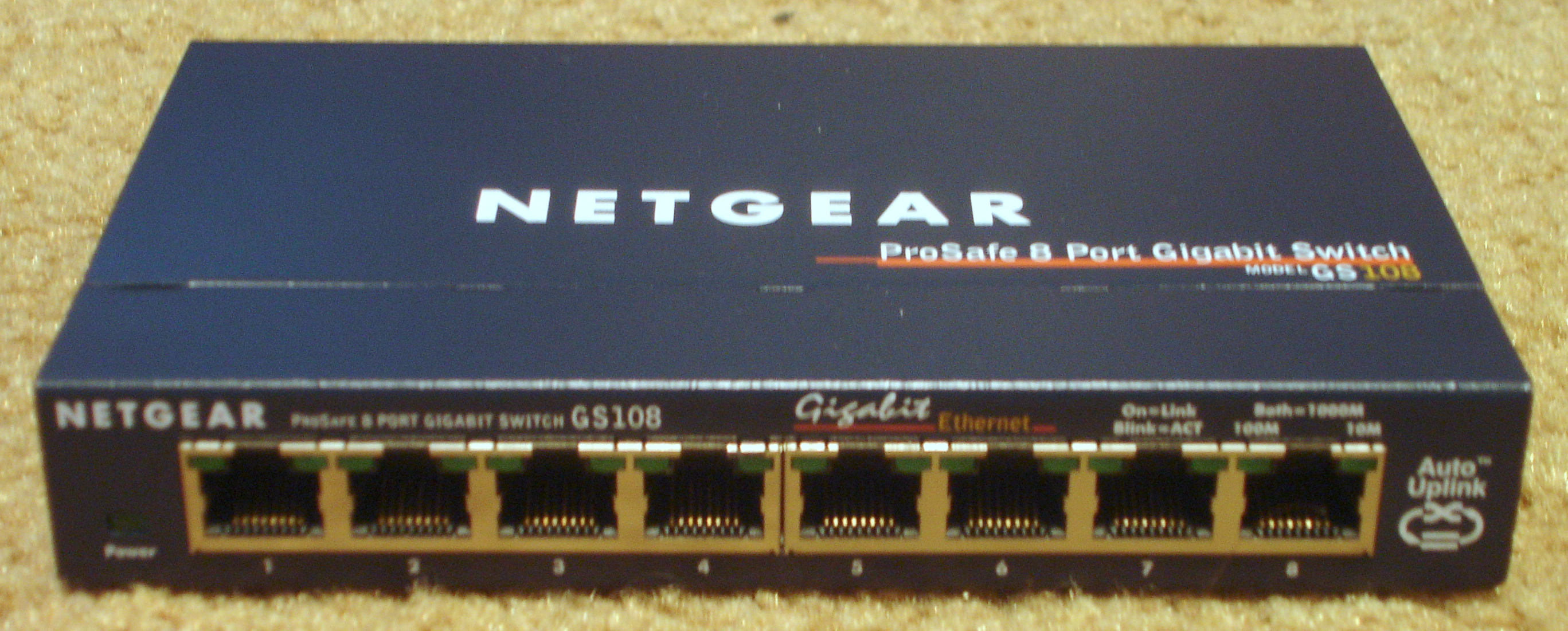
GS108網絡交換器

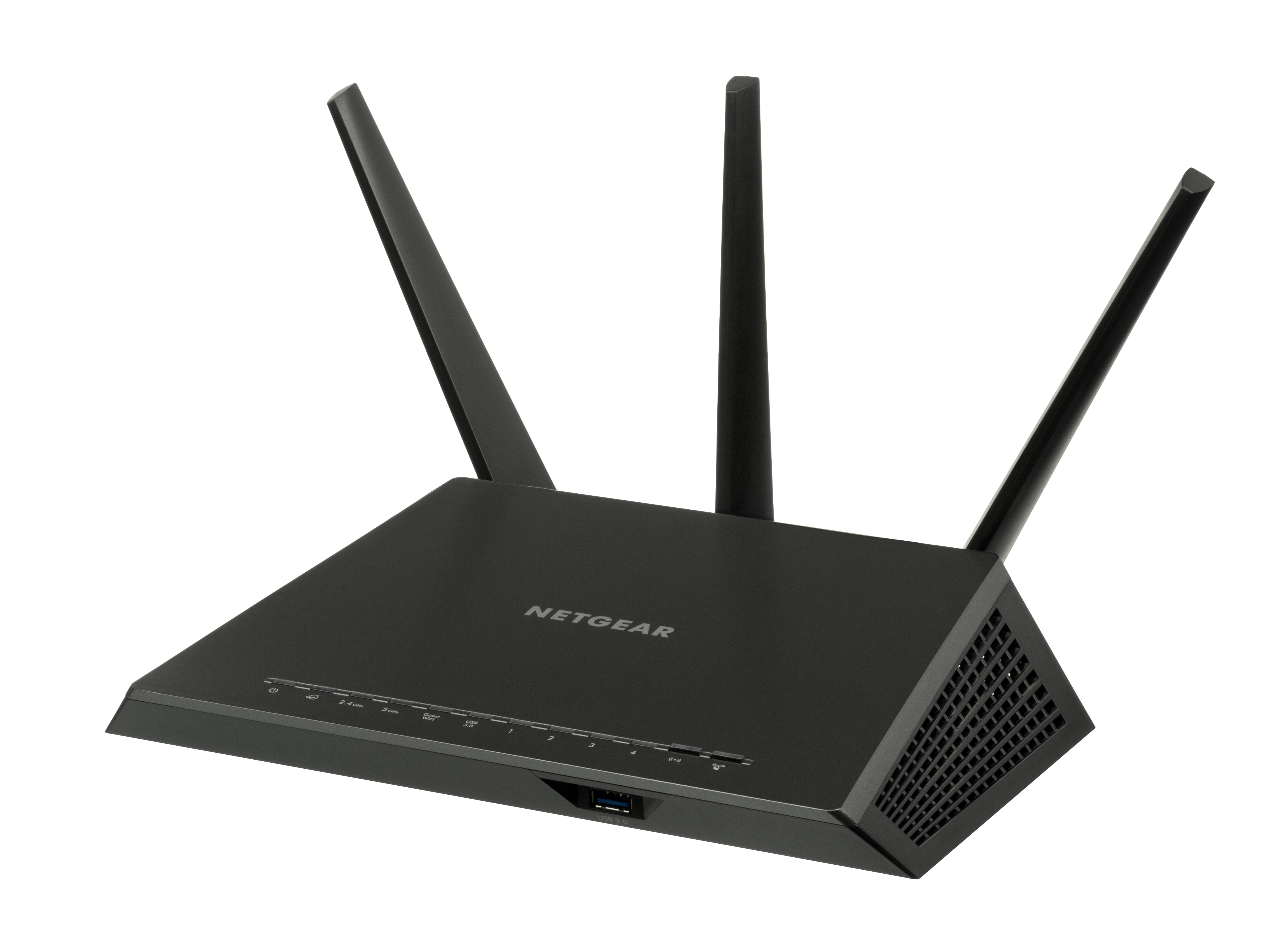
網件「夜鷹」系列 AC1900（R7000） 雙頻無線路由器

Netgear的產品包括路由與閘道器、無線基地台、私人網路防火牆、網路交換器、電競級無線路由器、無線網狀網路路由器(Orbi)、網路儲存硬體及服務、電力線通信、印表機伺服器、網路電話、家庭視訊娛樂、家居或私人網絡攝錄器材（以Arlo （页面存档备份，存于）品牌銷售）。

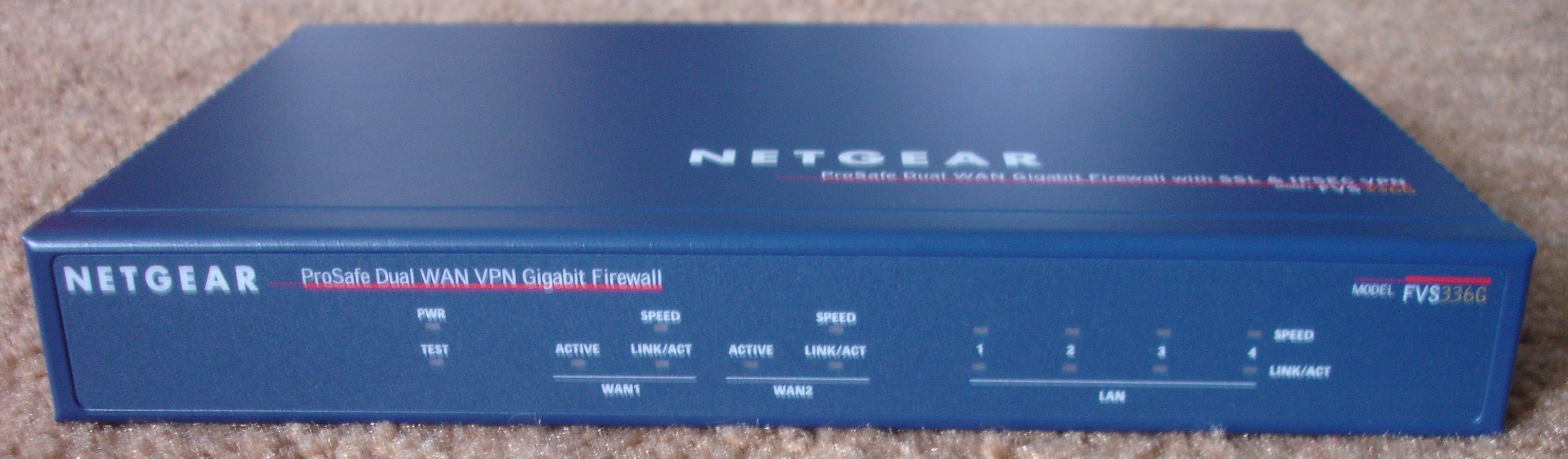
帶雙WAN、千兆乙太網路、VPN及防火墻的FVS336G路由器

在2021 消費電子展中 , 該公司發表了 WiFi 6E 路由器 ,在 5 GHz 和 2.4 GHz 頻段中增加了 6 GHz 頻段。6 GHz 頻率增加了 5 GHz 和 2.4 GHz 網路利用率。
Netgear的路由器及管理交換器產品多以良好的擴充性、開放原始碼的韌體以及衆多第三方韌體（像是OpenWRT/LEDE、Tomato等）支援著稱，安全漏洞的發現也較爲即時，不過原廠韌體的易用性相較於一些競爭對手的產品（像是華碩的AsusWRT）來說則是存在不足。
Netgear也販售網路附加儲存裝置（NAS）ReadyNAS（經由收購Infrant公司整合獲得），自2009年起也爲使用者提供 ReadyNAS Vault 線上備份轉發服務，該服務Netgear路由器的使用者也可享受，使用者可將電腦或行動裝置上的指定資料備份至NAS裝置或已連接存儲裝置的路由器上。

## 生產製造
Netgear 將所有製造業務(OEM)外包給其他電子公司，包括 鴻海、台達電子、和碩和中磊電子。
製造主要地點在中國大陸、越南，在台灣有小批量製造。
為了維護產品品質，Netgear在香港和中國大陸建立了自己的產品品質管理機構，負責在ODM 生產過程和產品質量。

## 安全漏洞
資訊安全人員研究指出，在許多Netgear家用路由器產品存在預認證堆疊溢位漏洞，由 httpd 進程提供的網頁伺服器處理 upgrade_check.cgi 時包含堆棧緩衝區溢出該漏洞，該漏洞允許攻擊者對設備執行遠程代碼攻擊，最初在 Netgear R7000 中找到，此漏洞也在後續網件發行韌體中得到修復。 

## 外部連結
- 中國網站 （页面存档备份，存于）
- 美國網站 （页面存档备份，存于）
- Network World Article 2004 （页面存档备份，存于）